# Линли, Кэрол
Кэрол Линли (англ. Carol Lynley; 13 февраля 1942 — 3 сентября 2019) — американская актриса и модель, номинантка на премию «Золотой глобус» в 1959 году.

## Жизнь и карьера
Кэрол Энн Джонс родилась  в Нью-Йорке. Её мать была родом из Новой Англии, а отец ирландцем. Кэрол Линли начала свою карьеру в детском возрасте как фотомодель под именем Кэролайн Ли, а когда ей исполнилось пятнадцать, она появилась на обложке журнала Life. Позже она сменила имя на Кэрол Линли, так как уже была другая Кэролайн Ли в бизнесе.
Кэрол Линли добилась наибольшей известности по роли в спорной, но успешной бродвейской пьесе Blue Denim, а затем сыграла главную роль в её киноадаптации в 1959 году, за которую была номинирована на премию «Золотой глобус». В последующие годы она сыграла главные роли в фильмах «Возвращение в Пейтон-плэйс» (1961), «Под деревом любви» (1963), «Кардинал» (1963), «Банни Лейк исчезает» (1965) и «Харлоу» (1965), где она сыграла Джин Харлоу. В 1965 году она позировала обнаженной для Playboy. Линли также снялась в фильме 1972 года «Приключения „Посейдона“», где исполнила песню «The Morning After», которая выиграла премию «Оскар».
С 1960 по 1964 год Кэрол Линли была замужем за Майклом Шелсманом; у них есть общая дочь Джилл Шелсман, ставшая продюсером.
Линли скончалась 3 сентября 2019 года от сердечного приступа на 78-м году жизни.